# Nabuchodonozor III
Nabuchodonozor III, Nabu-kudurri-usur III (akad. Nabu-kudurrī-uṣur, tłum. "boże Nabu strzeż mego najstarszego syna", właśc. Nidintu-Bel, syn Aniriego) – samozwańczy król Babilonii od 3 października 522 p.n.e., za panowania władcy perskiego Dariusza Wielkiego, podający się za syna Nabonida, ostatniego władcy Babilonii sprzed podboju perskiego. 
Gdy tylko wieści o zamordowaniu Bardiji dotarły do Babilonu, kraj już w cztery dni po tym wydarzeniu, powstał przeciw Persom. Babilończycy wszczęli bunt i wynieśli na tron Nabuchodonozora III, który wykorzystał polityczną próżnię po śmierci Kambyzesa II i uzurpacji Gaumaty. Powstanie zostało szybko stłumione przez armie Dariusza w dwóch bitwach: 13 grudnia nad Tygrysem i 18 grudnia pod Zazana nad Eufratem. Nidintu-Bel uciekł do Babilonu, lecz schwytano go tam i zamordowano. Najpóźniej od 22 grudnia w Babilonie datowano tabliczki „rokiem początku panowania Dariusza”.